# Hôtel de la Caisse d'épargne de Reims
L'hôtel de la Caisse d’épargne est un immeuble, de style néo-classique, situé au no 6 de la rue de la Grosse-Écritoire à Reims. Cet édifice a été construit par Ernest Brunette et en partie reconstruit après la guerre par François Maille.

## Histoire
Les caisses d’épargne sont créées en 1818 et ne portent alors que sur la collecte sur livret. La Caisse d’épargne de Reims est fondée en 1823 et à partir de 1853, elle établit des succursales dans chaque canton de la ville,.

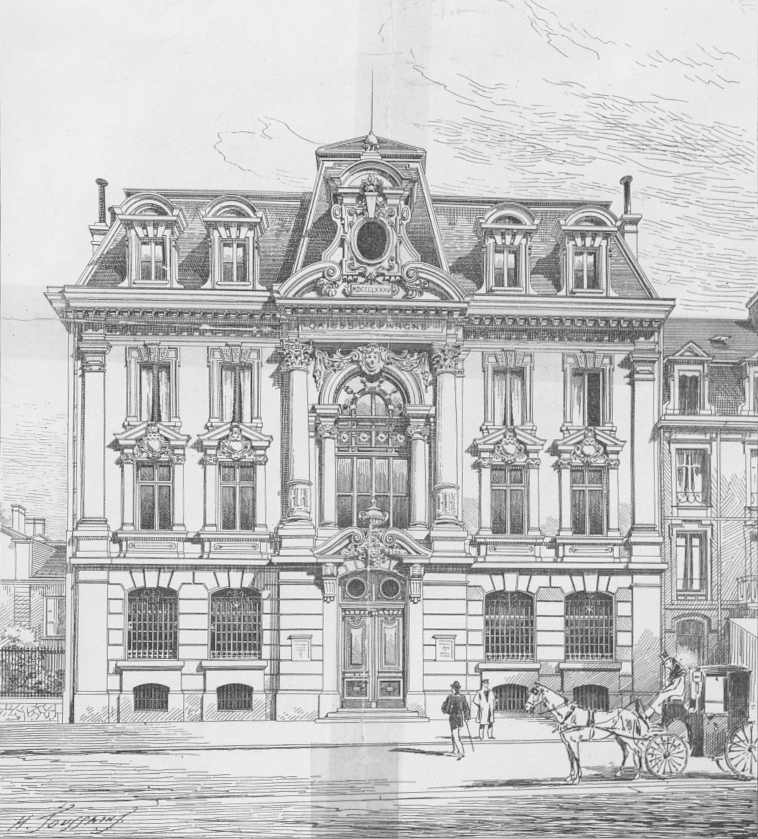
Gravure de l’hôtel de la Caisse d’épargne par Henri Toussaint, en 1889.

L’hôtel de la Caisse d’épargne est construite en 1887 par l’architecte Ernest Brunette. L’intérieur, incendié pendant la Première Guerre mondiale, est entièrement reconstruit de 1923 à 1927 par l’architecte François Maille qui réalise une originale coupole en pavés de verre éclairant les guichets. La façade porte toujours les traces de nombreux éclats d'obus.

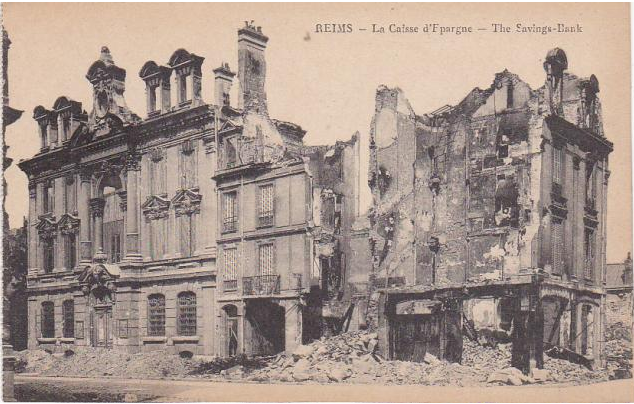
Ruine de l’hôtel de la Caisse d'épargne de Reims

## Architecture
Le bâtiment de style néo-classique est composé d’un rez-de-chaussée, de deux étages et d'un étage en comble.
La façade comporte une grande richesse de décors en pierre aux motifs élaborés (dont frise et tête sculptée) et une plaque en marbre « Caisse d’Epargne ».

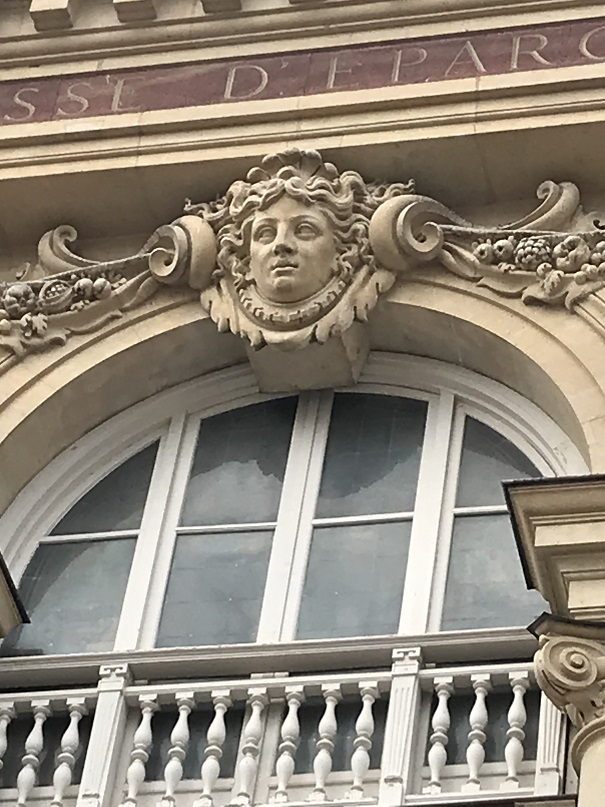
Partie haute de la Porte
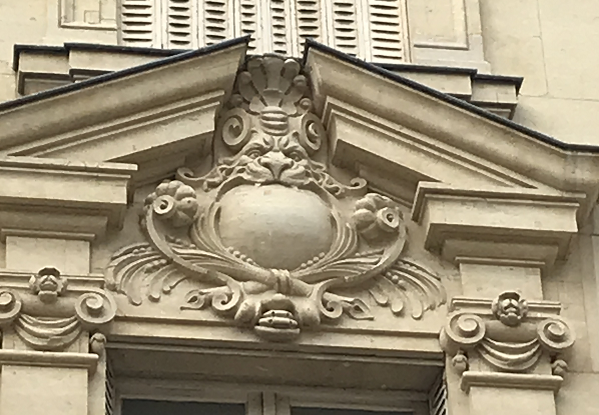
Détail de fenêtre